# Bluebell Girls
Le Bluebell Girls - o semplicemente Bluebell (per il pubblico di Francia Les Bluebell Girls du Lido) - sono state un corpo di ballo britannico, noto fra gli anni quaranta e gli anni sessanta per la loro attività al Lido di Parigi. La loro fama è stata amplificata da numerosi spettacoli in teatro accompagnati da partecipazioni a trasmissioni televisive e cinematografiche.

## Storia
Fondate nei primi anni trenta dalla ballerina irlandese Margaret Kelly Leibovici, sono state un trampolino di lancio per numerose danzatrici, fra cui le Gemelle Kessler e Gloria Paul, e cantanti come Zoe Collins. Nel 1961 sono apparse in un episodio della serie televisiva Toast of the Town.
Le loro esibizioni avvenivano prevalentemente al Lido di Parigi, aperto subito dopo la fine della seconda guerra mondiale sugli Champs-Élysées e conosciuto per gli spettacoli elaborati che prevedevano l'impiego di ballerine in succinti e fiammeggianti costumi di scena.
Kelly Leibovici, conosciuta come Miss Bluebell, è stata come una figura materna per il corpo di ballo fino al 1980. Alla sua morte, nel 2004, il New York Times ha pubblicato un commento nel quale veniva sottolineato come la manager fosse stata sempre attenta, quasi in maniera maniacale, riguardo al comportamento di vita (tanto sul palcoscenico quanto fuori da esso) delle Bluebell al fine di mantenerne immacolata la reputazione.

## Ascesa e declino
Gli spettacoli delle Bluebell si differenziavano molto da quelli dei gruppi che le avevano precedute: il corpo di ballo era una vera e propria fabbrica di ballerine eccezionalmente alte e di grande avvenenza, rese imponenti sul palcoscenico da costumi sgargianti e ridotti. A rendere speciali i loro numeri era soprattutto l'armonia che univa i movimenti coreografici, i colori, le musiche e le luci adoperate per sottolinearne i diversi passaggi come in un caleidoscopio scandito da un vertiginoso ritmo musicale.
Dalla fine degli anni cinquanta le Bluebell uscirono dall'ambito parigino per diventare delle star internazionali. La loro sede di Parigi venne mantenuta ma affiancata da quella di Las Vegas. Contestualmente ebbe inizio una serie di tournée mondiale che le portò in vari paesi d'Europa, Africa, Asia. Il picco della loro fama si ebbe nel 1974 con due spettacoli allestiti all'hotel-casinò MGM Grand Las Vegas di Las Vegas, Hallelujah Hollywood e Jubilee.
Nel 1984 le Bluebell iniziarono la via del ritiro, lasciando il Lido di Parigi pur continuando l'attività, particolarmente al MGM Grand Hotel di Las Vegas. Il Lido di Parigi divenne una brand delle Bluebell Girls.
La principale ballerina del Lido in quegli anni, Corina Burgess, è stata dichiarata la decimillesima Bluebell Girl durante uno spettacolo televisivo di Yves Morousi (Les Vainquers) cui ha presenziato la fondatrice Margaret Kelly assieme ad altre prime ballerine (Belinda Smith, Lisa Scarone e Jaqui Cox)..
Nel 1990 sono state ricevute in udienza privata da papa Giovanni Paolo II accompagnate da Maria Strojnowska Leibovici, moglie di Francis, nativa di Lublino, Polonia, e dal padre Jerzy Strojnowski, che studiò alla medesima università, l'Università Cattolica di Lublino, frequentata da papa Wojtyła.

## Filmografia
- Dédé, regia di René Guissart  (1935) (non accreditate)
- Sorridete con me (Avec le sourire), regia di Maurice Tourneur (1936)
- La route enchantée, regia di Pierre Caron (1938)
- Paradiso perduto (Paradis perdu) regia di Abel Gance (1939)
- Pigalle-Saint-Germain-des-Prés, regia di André Berthomieu (1950)
- Pas de vacances pour Monsieur le Maire, regia di Maurice Labro (1951)
- Une fille sur la route, regia di Jean Stelli (1952)
- Rendez-vous à Grenade, regia di Richard Pottier (1952)
- Ah! Les belles bacchantes, regia di Jean Loubignac (1954)
- Alvaro piuttosto corsaro, regia di Camillo Mastrocinque (1954)
- Tabarin, regia di Richard Pottier (1958)
- Texas (Serenade of Texas), regia di Richard Pottier (1958)
- Due mafiosi contro Goldginger, regia di Giorgio Simonelli (1965)
- L'arrière-train sifflera trois fois, regia di Jean-Marie Pallardy (1975)